# 永井崇多宏
永井 崇多宏（ながい たかひろ）は、日本で活動するミュージカル俳優およびテノール歌手およびスタジオボーカリストである。

## 来歴
武蔵野音楽大学声楽学科を経て同大学院音楽研究科声楽専攻修了後は、フリーのテノール歌手として活動している。スタジオボーカリストとしてCM、アーティストのサポート、国内外の映画やドラマの劇伴コーラスを多数担当するTEAM.nのリーダーでもある。その後劇団四季と作品契約し、2011年8月6日に上演されたオペラ座の怪人京都公演のウバルド・ピアンジ役で四季への初出演を果たし、その後も四季への作品出演を続けておりイベントにも登場している）。玉川大学芸術学部音楽学科講師。

## 主な出演

### 舞台
- 劇団四季オペラ座の怪人（2011年〜現在　京都、東京汐留、札幌、名古屋、横浜KAAT、仙台、東京浜松町秋劇場杮落とし公演、大阪、ウバルド・ピアンジ役）
- 劇団四季壁抜け男（2012年〜秋劇場、2014年〜自由劇場　画家役）
- 劇団四季ノートルダムの鐘（2017年〜東京秋劇場、横浜KAAT、名古屋、京都、福岡　クワイア役※オリジナルキャスト）

## テレビCM＆映画＆ゲームミュージックのソロボーカル
- ローソン「生ガトーショコラ」（2021年10月）
- 日清50周年記念「チキンラーメン（スローモーション版〜すぐ美味しい すごく美味しい）出演〜国分太一、仲間由紀恵」
- ロッテ「Fit's（変わった〜）出演〜佐々木希」
- ロッテ「クリミオ（クリミオ、クリミオ〜）出演〜浅田真央」
- 雪印「北海道100カマンベールチーズ」
- フジッコ『カスピ海ヨーグルト（とろーり、とろーり〜）』
- 花王『クイックルワイパー（しつこい汚れは4タイプ〜）出演〜阿部サダヲ』
- GU『スウェット』（スウェット着てるんですけど〜出演〜中条あやみ）
- GU『ニット』（ニット着てるんですけど〜出演〜中条あやみ）ファイナルファンタジーXIVラスボスのテーマ曲ソロ
- ファイナルファンタジーXIVラスボスのテーマ曲ソロ
- ミッキー・ドナルド・グーフィーの三銃士（2004年）※サービストラックのタキシード犬の闘牛士の歌

## テレビCM＆番組＆アニメ吹替＆その他コーラス

### テレビCM
- アサヒビールザ・マスター』
- フォルクスワーゲン『NEW　GOLF』(多重録)
- 日清『カップヌードルコロチャー』、『シーフード』
- 日清カレーのコロチャー』
- 『年末ジャンボ宝くじ』
- 『totoBIGくじ』
- mandom『GATSBY～』
- HONDA『ODYSSEY』
- 丸美屋レンジで簡単！ごはん付きシリーズ（2020年）

### テレビ番組
- ドリフの大爆笑（聖歌隊）
- NHK歌謡ショー
- NHK紅白歌合戦
- その他

### 劇場公演バックコーラス
- 三波春夫
- 北島三郎
- 吉幾三
- 五木ひろし
- 渥美二郎
- 矢沢永吉※アコースティックコーナー
- NHK歌謡ショー
- NHK紅白歌合戦
- その他

### 映画
- それいけ!アンパンマン いのちの星のドーリィ（2006年） - カンタータ"アンパンマンのマーチ"〜悲壮な戦い〜
- それいけ!アンパンマン ホラーマンとホラ・ホラコ（2007年） - ホホラ ホラ ブルース
- それいけ!アンパンマン だだんだんとふたごの星（2009年） - カンタータ"ふたつの光"

### 吹き替え
- TDLアトラクション魅惑のチキルーム（リロ＆スティッチ）
- ディズニー映画
- ディズニーチャンネル
- ピクサー映画
- ディズニーオンアイス
- ディズニークラシック
- おさるのジョージ
- ミッキー・ドナルド・グーフィーの三銃士（2004年） - サービストラックのタキシード犬の闘牛士の歌のソロ
- ランゴ（2011年） - ギターマリアッチ役
- ロラックスおじさんの秘密の種（2012年）
- 白雪姫（2025年）[2]

## TEAM.n（劇伴コーラスチーム）

### テレビアニメ
- ジョーカー・ゲーム（2016年）
- SERVAMP-サーヴァンプ-（2016年）
- 消滅都市（2019年）
- ノー・ガンズ・ライフ（2019年）
- ひぐらしのなく頃に業（2020年）
- 陰陽百鬼物語（2020年）
- モブサイコ100 III（2022年）
- 火狩りの王（2023年）
- マイホームヒーロー（2023年）

### アニメ映画
- バイオハザード: ヴェンデッタ（2017年）
- さよならの朝に約束の花をかざろう（2018年）
- 「SERVAMP-サーヴァンプ-」-Alice in the Garden-（2018年）

### テレビドラマ

#### NHK
- 花燃ゆ（2015年）
- どこにもない国（2018年）
- NHKスペシャル
  - 「人体 神秘の巨大ネットワーク」（2017年）
  - 「人体II 遺伝子」（2019年）
- 古舘トーキングヒストリー〜忠臣蔵、吉良邸討ち入り完全実況〜（2016年）
- 古舘トーキングヒストリー〜戦国最大のミステリー 本能寺の変、完全実況〜（2018年）
- 古舘トーキングヒストリー〜幕末最大の謎 坂本龍馬暗殺、完全実況〜（2019年）

### 映画・オリジナルビデオ（動画配信を含む）
- イップ・マンシリーズ（香港映画）
  - イップ・マン 継承（原題：葉問3、2015年）
  - イップ・マン 完結（原題：葉問4、2019年）
- 28 1/2 妄想の巨人（2010年）※エンディングテーマ『慟哭の巨人』（ソロボーカル）
- GANTZ / GANTZ PERFECT ANSWER（共に2011年）
- 二流小説家 シリアリスト（2013年）
- ライズ・オブ・シードラゴン 謎の鉄の爪（2013年、香港映画）
- THE NEXT GENERATION -パトレイバー-（2014年）
- ガルム・ウォーズ（2016年）
- 修羅 黒衣の反逆（原題：綉春刀2 修羅戦場、2017年、中国映画）
- RE:BORN（2017年）
- 王朝の陰謀 闇の四天王と黄金のドラゴン（原題：狄仁杰之四大天王）（2018年、中国映画）
- オーバー・エベレスト 陰謀の氷壁（2019年、日中合作映画）
- 陰陽師：とこしえの夢（原題：陰陽師晴雅集）（2020年、中国　2021年、日本）[3]
- ぶらどらぶ（2021年）
- 科捜研の女 劇場版（2021年9月3日公開）
- 仕掛人・藤枝梅安 一劇場版（2023年2月）
- 仕掛人・藤枝梅安 ニ劇場版（2023年4月）
- 大奥（2023年）（Netflix）

### ゲームミュージック
- GREE:MUSE 消滅都市２
- 『エゴエフェクト：フラクタス』※本格RPGスマホゲーム（2021年9月）

### ライブ、配信など
- アニメ『ワールドトリガー THE MUSIC EXPO』昼公演、夜公演（2021年10月17日　会場：有明ガーデンシアター）
- アニメ『ワールドトリガー THE MUSIC EXPO』夜公演（ライブ配信、アーカイブ配信）（2021年10月17日）

## ディスコグラフィ
- カンタータ"アンパンマンのマーチ"～悲壮な戦い～（2006年）CD
- ホホラ ホラ ブルース（2007年）CD
- カンタータ"ふたつの光"（2009年）CD
- 28 1/2 妄想の巨人（映画2010年）※エンディングテーマ『慟哭の巨人』（ソロボーカル）、DVD
- ”超”三国志覇-LORD-2”夢のあと”※メインボーカル上條恒彦
- THE NEXT GENERATION -パトレイバー-（2014）CD
- THE NEXT GENERATION -パトレイバー２-（2014年）CD
- THE NEXT GENERATION -パトレイバー首都決戦-（2015年）CD
- イップ・マン 継承（原題：葉問3、2015年）CD
- 花燃ゆ　オリジナルサウンドトラック　Vol.1（2015年2月）CD
- 花燃ゆ　オリジナルサウンドトラック　Vol.２（2015年6月）CD
- 花燃ゆ　オリジナルサウンドトラック　Vol.３（2015年11月）CD
- 好きです！札幌（2015年8月18日）詞：まつ洋平 曲：永井冨実央※テレビ朝日ユージック管理、ネット配信、CD
- 北の風詩（2015年8月18日）詞：まつ洋平 曲：永井冨実央※テレビ朝日ユージック管理、ネット配信、CD
- 劇団四季『壁抜け男』（2015年）※DVD、Blu-ray　NHKエンタープライズ
- ジョーカー・ゲーム（2016年）CD
- 劇団四季ノートルダムの鐘（2017年）CD
- 修羅 黒衣の反逆（原題：綉春刀2 修羅戦場、2017年、中国映画）CD
- さよならの朝に約束の花をかざろう（2018年）CD
- 「人体 神秘の巨大ネットワーク」（2017年）CD
- オーバー・エベレスト 陰謀の氷壁（2019年、日中合作映画）CD
- The Best Of "IP MAN"Original Soundtrack（イップマン2020年）CD
- 科捜研の女　ー劇場版ー　オリジナルサウンドトラック（2021年）CD